# Martin Mikyska
Martin Mikyska (* 3. února 1994 Chrudim), známý též jako Mikýř, je český bavič, youtuber, autor pořadu Mikýřova úžasná pouť internetem a snowboardista, několikanásobný mistr České republiky ve slopestylu. V dubnu 2022 moderoval Ceny Anděl 2021. Zúčastnil se též reality show Survivor Česko & Slovensko: Titáni vs. Lovci, vysílané v roce 2024, kterou také vyhrál.

## Snowboard
Mikyska se v dětství věnoval mnoha sportům, poté se začal věnovat snowboardingu. V 9 letech začal objíždět závody v Česku a ve 14 letech se dostal do juniorské reprezentace. V roce 2015 reprezentoval Česko na zimní univerziádě konané ve španělském pohoří Sierra Nevada. V závodě na U-rampě skončil na 8. místě, ve slopestylu obsadil 3. místo. Bronz obhájil o 2 roky později na univerziádě v kazachstánském Šymbulak Resortu, tentokrát přidal i bronz v disciplíně Big air. V roce 2019 skončil v ruském Krasnojarsku ve slopestylu pátý.

## Videotvorba
Při snowboardingu začal se zpracováváním a úpravou fotek a videí, která využíval pro sebepropagaci před sponzory. Když cítil, že mu začala špička kvalitativně ujíždět, začal se více věnovat videotvorbě. Jeho prvním projektem byl pořad na YouTube zvaný Mikýřův prkenný přehled, který měl podobný formát jako jeho pozdější pořad Mikýřova úžasná pouť internetem, ale se zaměřením na osoby ze snowboardového odvětví. Tohoto pořadu si všiml Vilém Franěk, marketingový manažer internetové televize MALL.TV, který Mikysku doporučil vedení televize. Od října 2022 je na volné noze a tvoří obsah pouze pro svůj YouTube kanál. K 3.březnu 2025 měl tento kanál více než 385 tisíc odběratelů. V květnu 2024 se na kanálu Prima Cool začal vysílat jeho nový pořad Mikýřova hysteorie českých dějin.

## Osobní život
Mikyska je absolventem fakulty financí a účetnictví na Vysoké škole ekonomické v Praze. V roce 2017 zde získal bakalářský titul a v roce 2021 titul inženýr.